# Que vuelvas
«Que vuelvas» es una canción del cantautor mexicano Carín León y la banda estadounidense Grupo Frontera, lanzada el 9 de diciembre de 2022 como segundo sencillo del álbum de estudio debut de este último, El comienzo (2023). La canción fue escrita por Edgar Barrera, quien la produjo junto a Alberto Acosta y Juan Cantú. Es la primera canción de León en llegar al Billboard Hot 100, debutando en el puesto 83 y alcanzando el puesto 50.

## Antecedentes
«Que vuelvas» es una de las primeras canciones originales del Grupo Frontera. Tuvo una acogida positiva por parte de los fans, y ganó popularidad a través de la plataforma de videos cortos, TikTok.

## Composición
«Que vuelvas» es una canción tejana y de cumbia norteña que se centra en el anhelo de un amor perdido y el desamor que lo acompaña.

## Posicionamiento en listas
| Lista (2022-2023)                            | Mejor posición | Ref.   |
| -------------------------------------------- | -------------- | ------ |
| Bolivia (Billboard)                          | 6              | [ 10 ] |
| México (Billboard)                           | 2              | [ 10 ] |
| Global 200 (Billboard)                       | 34             | [ 10 ] |
| EE. UU. Billboard Hot 100                    | 50             | [ 10 ] |
| EE. UU. Hot Latin Songs (Billboard)          | 3              | [ 10 ] |
| EE. UU. Latin Airplay (Billboard)            | 4              | [ 10 ] |
| EE. UU. Regional Mexican Airplay (Billboard) | 1              | [ 10 ] |

## Certificaciones
| País                                                             | Certificación | Ventas   |
| ---------------------------------------------------------------- | ------------- | -------- |
| México                                                           | Diamante      | 300,000^ |
| ^ cifras de envíos sobre la base de la certificación por sí sola |               |          |